# تشارلستون (فرجينيا الغربية)
تشارلستون (بالإنجليزية: Charleston) هي عاصمة ولاية فرجينيا الغربية في الولايات المتحدة وأكبر مدينة فيها. وهي تقع عند متقى نهري إلك وكاناوا في مقاطعة كاناوا. وحسب تقديرات تعداد عام 2013، فقد بلغ عدد سكانها 50,821 نسمة، في حين بلغ عدد سكان المنطقة الحضرية 224,743 نسمة. وهي مركز للحكومة والتجارة والصناعة. شملت الصناعات المبكرة الهامة لشارلستون الملح وأول بئر غاز طبيعي. أصبح الفحم لاحقا مهما للازدهار الاقتصادي في المدينة والمنطقة المحيطة بها. واليوم فإن التجارة والمرافق والحكومة والطب والتعليم تلعب أدوارا مركزية في اقتصاد المدينة.
تأسست أول مستوطنة دائمة، وهي فورت لي، في عام 1788. وفي عام 1791، كان دانيال بون عضوا في جمعية مقاطعة كاناوا.
تشارلستون هي موطن فريق ويست فرجينيا باور في دوري البيسبول الأصغر، وفريق ويست فرجينيا وايلد في دورى كرة السلة الأصغر، وسباق المسافات في تشارلستون السنوي بطول 15 ميل (24 كم). كما يقع مطار ييغر وجامعة تشارلستون في المدينة. جامعة فرجينيا الغربية ومعهد للتكنولوجيا (جامعة ولاية فرجينيا الغربية)، وجامعة مارشال، وجامعة ولاية فرجينيا الغربية هي جامعات التعليم العالي في المنطقة.

## التركيبة السكانية
حدّد مكتب تعداد الولايات المتحدة بيانات التركيبة السكانية لتشارلستون في تعداد الولايات المتحدة. في ما يلي، التركيبة السكانية حسب تعدادي 2000 و2010.

### تعداد عام 2000
بلغ عدد سكان تشارلستون 53,421 نسمة بحسب تعداد عام 2000، وبلغ عدد الأسر 24,505 أسرة وعدد العائلات 13,616 عائلة مقيمة في المدينة. في حين سجلت الكثافة السكانية 631.9 نسمة لكل كيلومتر مربع (1,636.6/ميل2). وبلغ عدد الوحدات السكنية 27,131 وحدة بمتوسط كثافة قدره 320.9 لكل كيلومتر مربع (831.1/ميل2).
وتوزع التركيب العرقي للمدينة بنسبة 80.63% من البيض و15.07% من الأمريكيين الأفارقة و0.24% من الأمريكيين الأصليين و1.83% من الأمريكيين ذوي الأصول الآسيوية و0.03% من سكان جزر المحيط الهادئ و0.30% من الأعراق الأخرى و1.91% من عرقين مختلطين أو أكثر و0.81% من الهسبانيون أو اللاتينيون من أي عرق.
بلغ عدد الأسر 24,505 أسرة كانت نسبة 25.8% منها لديها أطفال تحت سن الثامنة عشر تعيش معهم، وبلغت نسبة الأزواج القاطنين مع بعضهم البعض 38.9% من أصل المجموع الكلي للأسر، ونسبة 13.5% من الأسر كان لديها معيلات من الإناث دون وجود شريك، بينما كانت نسبة 3.1% من الأسر لديها معيلون من الذكور دون وجود شريكة وكانت نسبة 44.4% من غير العائلات. تألفت نسبة 38.9% من أصل جميع الأسر من عدة أفراد يعيشون في نفس المنزل ونسبة 14.5% كانت تتألف من شخص يعيش بمفرده يبلغ من العمر 65 عاماً أو أكثر. وبلغ متوسط حجم الأسرة المعيشية 2.11، أما متوسط حجم العائلات فبلغ 2.82.
بلغ العمر الوسطي للسكان 40.8 عاماً. وكانت نسبة 20.5% من القاطنين تحت سن الثامنة عشر، وكانت نسبة 7.4% بين الثامنة عشر والرابعة والعشرين عاماً، ونسبة 27.2% كانت واقعةً في الفئة العمرية ما بين الخامسة والعشرين والرابعة والأربعين عاماً، ونسبة 24.9% كانت ما بين الخامسة والأربعين والرابعة والستين، ونسبة 16.8% كانت ضمن فئة الخامسة والستين عاماً فما فوق. يوجد لكل 100 أنثى 86.0 ذكر، ويوجد لكل 100 أنثى في الثامنة عشر من عمرها فما فوق 82.1 ذكر.
بلغ متوسط دخل الأسرة في المدينة 34,009 دولارًا، أما متوسط دخل العائلة فبلغ 47,975 دولارًا. وكان متوسط دخل الذكور 38,257 دولارًا مقابل 26,671 دولارًا للإناث. وسجل دخل الفرد الخاص بالمدينة 26,017 دولارًا. وكانت نسبة 12.7% من العائلات ونسبة 16.7% من السكان تحت خط الفقر، وكان من هؤلاء نسبة 25.5% تحت سن الثامنة عشر ونسبة 11.3% في الخامسة والستين من العمر وما فوق.

### تعداد عام 2010
بلغ عدد سكان تشارلستون 51,400 نسمة بحسب تعداد عام 2010، وبلغ عدد الأسر 23,453 أسرة وعدد العائلات 12,587 عائلة مقيمة في المدينة. في حين سجلت الكثافة السكانية 608 نسمة لكل كيلومتر مربع (1,574.7/ميل2). وبلغ عدد الوحدات السكنية 26,205 وحدة بمتوسط كثافة قدره 310 لكل كيلومتر مربع (802.9/ميل2).
وتوزع التركيب العرقي للمدينة بنسبة 78.39% من البيض و15.50% من الأمريكيين الأفارقة و0.24% من الأمريكيين الأصليين و2.30% من الأمريكيين ذوي الأصول الآسيوية و0.04% من سكان جزر المحيط الهادئ و0.34% من الأعراق الأخرى و3.20% من عرقين مختلطين أو أكثر و1.35% من الهسبانيون أو اللاتينيون من أي عرق.
بلغ عدد الأسر 23,453 أسرة كانت نسبة 24.6% منها لديها أطفال تحت سن الثامنة عشر تعيش معهم، وبلغت نسبة الأزواج القاطنين مع بعضهم البعض 35.6% من أصل المجموع الكلي للأسر، ونسبة 14.1% من الأسر كان لديها معيلات من الإناث دون وجود شريك، بينما كانت نسبة 3.9% من الأسر لديها معيلون من الذكور دون وجود شريكة وكانت نسبة 46.3% من غير العائلات. تألفت نسبة 39.4% من أصل جميع الأسر من عدة أفراد يعيشون في نفس المنزل ونسبة 13.5% كانت تتألف من شخص يعيش بمفرده يبلغ من العمر 65 عاماً أو أكثر. وبلغ متوسط حجم الأسرة المعيشية 2.11، أما متوسط حجم العائلات فبلغ 2.83.
بلغ العمر الوسطي للسكان 41.7 عاماً. وكانت نسبة 20.1% من القاطنين تحت سن الثامنة عشر، وكانت نسبة 9% بين الثامنة عشر والرابعة والعشرين عاماً، ونسبة 25% كانت واقعةً في الفئة العمرية ما بين الخامسة والعشرين والرابعة والأربعين عاماً، ونسبة 29.8% كانت ما بين الخامسة والأربعين والرابعة والستين، ونسبة 16.1% كانت ضمن فئة الخامسة والستين عاماً فما فوق. وتوزع التركيب الجنسي للسكان بنسبة 47.6% ذكور و52.4% إناث.

## المناخ
يظهر الجدول التالي التغييرات المناخية على مدار السنة لتشارلستون:
| البيانات المناخية لـتشارلستون       | البيانات المناخية لـتشارلستون | البيانات المناخية لـتشارلستون | البيانات المناخية لـتشارلستون | البيانات المناخية لـتشارلستون | البيانات المناخية لـتشارلستون | البيانات المناخية لـتشارلستون | البيانات المناخية لـتشارلستون | البيانات المناخية لـتشارلستون | البيانات المناخية لـتشارلستون | البيانات المناخية لـتشارلستون | البيانات المناخية لـتشارلستون | البيانات المناخية لـتشارلستون | البيانات المناخية لـتشارلستون |
| الشهر                               | يناير                         | فبراير                        | مارس                          | أبريل                         | مايو                          | يونيو                         | يوليو                         | أغسطس                         | سبتمبر                        | أكتوبر                        | نوفمبر                        | ديسمبر                        | المعدل السنوي                 |
| ----------------------------------- | ----------------------------- | ----------------------------- | ----------------------------- | ----------------------------- | ----------------------------- | ----------------------------- | ----------------------------- | ----------------------------- | ----------------------------- | ----------------------------- | ----------------------------- | ----------------------------- | ----------------------------- |
| الدرجة القصوى °ف (°م)               | 81 (27)                       | 81 (27)                       | 92 (33)                       | 96 (36)                       | 98 (37)                       | 105 (41)                      | 108 (42)                      | 108 (42)                      | 104 (40)                      | 96 (36)                       | 87 (31)                       | 80 (27)                       | 108 (42)                      |
| الحد الأقصى المتوسط °ف (°م)         | 67.5 (19.7)                   | 70.4 (21.3)                   | 79.9 (26.6)                   | 86.8 (30.4)                   | 88.4 (31.3)                   | 91.8 (33.2)                   | 93.8 (34.3)                   | 93.5 (34.2)                   | 89.9 (32.2)                   | 83.7 (28.7)                   | 77.9 (25.5)                   | 68.3 (20.2)                   | 95.3 (35.2)                   |
| متوسط درجة الحرارة الكبرى °ف (°م)   | 42.5 (5.8)                    | 46.6 (8.1)                    | 56.2 (13.4)                   | 67.7 (19.8)                   | 74.8 (23.8)                   | 82.2 (27.9)                   | 85.2 (29.6)                   | 84.2 (29.0)                   | 77.8 (25.4)                   | 67.7 (19.8)                   | 57.0 (13.9)                   | 45.6 (7.6)                    | 65.7 (18.7)                   |
| متوسط درجة الحرارة الصغرى °ف (°م)   | 26.3 (−3.2)                   | 28.7 (−1.8)                   | 35.4 (1.9)                    | 44.5 (6.9)                    | 52.7 (11.5)                   | 61.6 (16.4)                   | 65.7 (18.7)                   | 64.5 (18.1)                   | 56.9 (13.8)                   | 45.4 (7.4)                    | 36.9 (2.7)                    | 29.2 (−1.6)                   | 45.7 (7.6)                    |
| الحد الأدنى المتوسط °ف (°م)         | 3.4 (−15.9)                   | 9.2 (−12.7)                   | 17.8 (−7.9)                   | 27.2 (−2.7)                   | 36.4 (2.4)                    | 47.7 (8.7)                    | 53.9 (12.2)                   | 52.9 (11.6)                   | 41.8 (5.4)                    | 29.9 (−1.2)                   | 21.0 (−6.1)                   | 9.4 (−12.6)                   | −0.7 (−18.2)                  |
| أدنى درجة حرارة °ف (°م)             | −16 (−27)                     | −12 (−24)                     | −5 (−21)                      | 18 (−8)                       | 26 (−3)                       | 33 (1)                        | 46 (8)                        | 41 (5)                        | 32 (0)                        | 17 (−8)                       | 6 (−14)                       | −17 (−27)                     | −17 (−27)                     |
| الهطول إنش (مم)                     | 3.00 (76)                     | 3.19 (81)                     | 3.91 (99)                     | 3.24 (82)                     | 4.80 (122)                    | 4.29 (109)                    | 4.94 (125)                    | 3.74 (95)                     | 3.25 (83)                     | 2.67 (68)                     | 3.73 (95)                     | 3.27 (83)                     | 44.03 (1٬118)                 |
| متوسط تساقط الثلوج إنش (سم)         | 11.3 (29)                     | 9.8 (25)                      | 5.8 (15)                      | 1.4 (3.6)                     | trace                         | 0 (0)                         | 0 (0)                         | 0 (0)                         | 0 (0)                         | 0.1 (0.25)                    | 1.3 (3.3)                     | 6.7 (17)                      | 36.4 (92)                     |
| متوسط أيام هطول الأمطار (≥ 0.01 in) | 15.0                          | 13.4                          | 14.4                          | 13.6                          | 14.1                          | 12.7                          | 12.1                          | 10.3                          | 9.3                           | 9.7                           | 11.7                          | 14.4                          | 150.7                         |
| متوسط الأيام المثلجة (≥ 0.1 in)     | 8.4                           | 6.7                           | 3.7                           | 0.8                           | 0                             | 0                             | 0                             | 0                             | 0                             | 0                             | 1.6                           | 5.4                           | 26.6                          |
| المصدر: NOAA                        |                               |                               |                               |                               |                               |                               |                               |                               |                               |                               |                               |                               |                               |

## توأمة
لتشارلستون (فرجينيا الغربية) اتفاقيات توأمة مع:
- بانسكا بيستريتسا

## أعلام
- جو هولاند
- وليام غ. كونلي
- جورج أرميتاج ميلر
- جورج أتكينسون
- صموئيل ب أفيس